# Le Vauroux
Le Vauroux ist eine französische Gemeinde mit 500 Einwohnern (Stand 1. Januar 2022) im Département Oise in der Region Hauts-de-France. Die Gemeinde liegt im Arrondissement Beauvais und ist Teil der Communauté de communes du Pays de Bray und des Kantons Beauvais-2.

## Geographie
Die langgestreckte Gemeinde mit dem Weiler La Côte d’Or und dem Gehöft Le Quéneger liegt rund 8,5 Kilometer westlich von Auneuil.

## Einwohner
| 1962 | 1968 | 1975 | 1982 | 1990 | 1999 | 2006 | 2011 |
| ---- | ---- | ---- | ---- | ---- | ---- | ---- | ---- |
| 213  | 184  | 184  | 237  | 444  | 489  | 475  | 477  |

## Sehenswürdigkeiten
- Kirche Saint-Christophe[1]